# Charix
Charix ist eine französische Gemeinde mit 280 Einwohnern (Stand 1. Januar 2022) im Département Ain in der Region Auvergne-Rhône-Alpes. Sie gehört zum Kanton Nantua im Arrondissement Nantua.

## Geographie
Charix liegt auf 780 m, etwa neun Kilometer südlich der Stadt Oyonnax und 35 Kilometer östlich der Präfektur Bourg-en-Bresse  (Luftlinie). Das Bauerndorf erstreckt sich im Haut-Bugey, im Jura, auf einem vom Quellbach des Lac de Sylans umflossenen Geländevorsprung am Ostfuß des Mont Burdet, nördlich der tief eingeschnittenen Cluse de Nantua.
Die Fläche des 18,27 km² großen Gemeindegebiets umfasst einen Abschnitt des südlichen französischen Juras. Die südliche Abgrenzung verläuft im Bereich der Cluse de Nantua mit dem Lac de Sylans. Sie bildet ein Quertal, das sich von Nantua bis ins Einzugsgebiet der Valserine durch die Ketten des Hochjuras zieht.

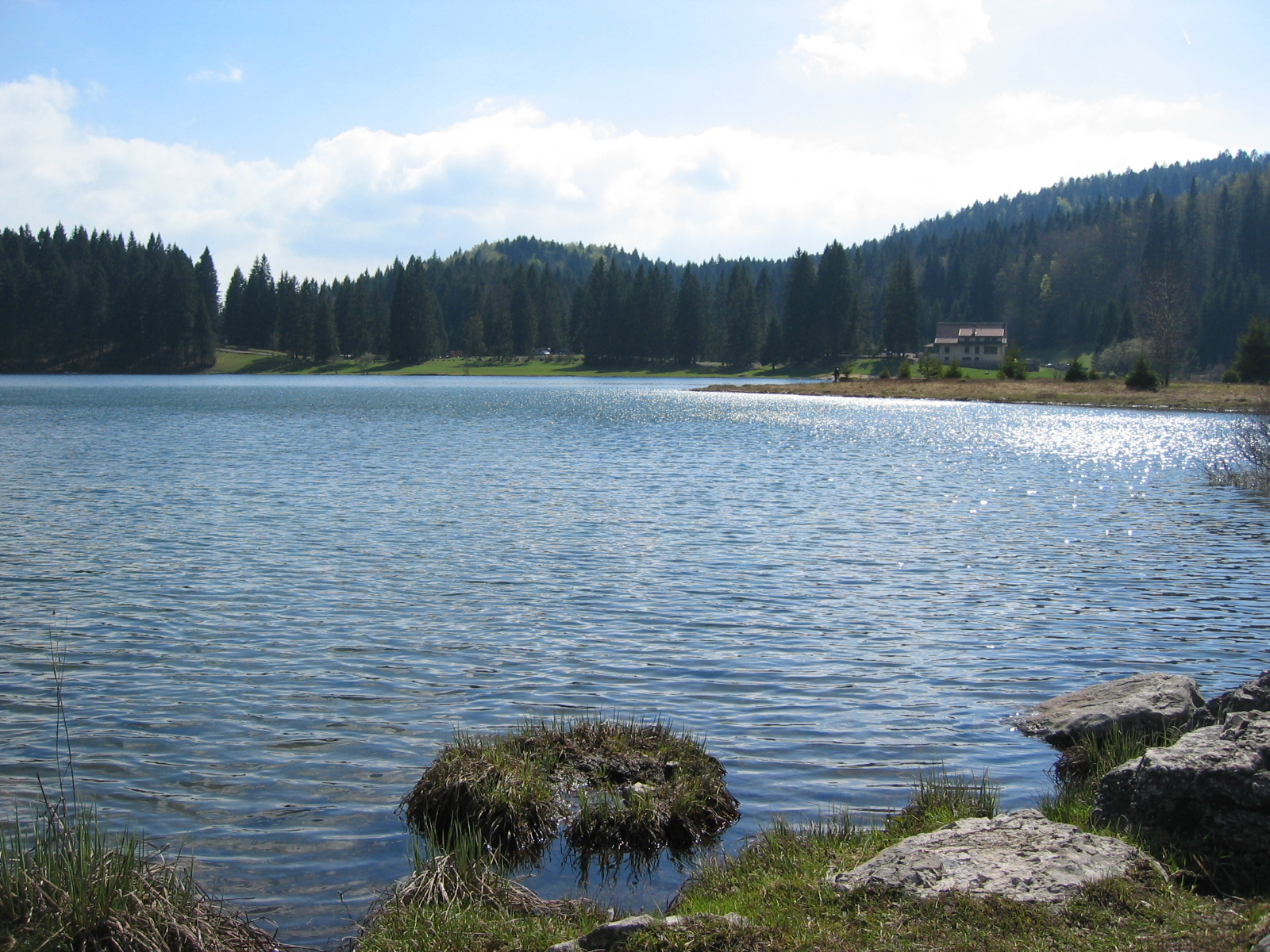
Lac Genin

Von diesem Durchbruchstal erstreckt sich das Gemeindeareal nordwärts in die Mulde (Combe) von Charix, die eine Synklinale im Faltenjura bildet. Sie steigt gegen Norden hin weiter an, verengt sich allmählich und endet mit dem Becken des Lac Genin, der von einem Moorgebiet umgeben ist. Flankiert wird die Talmulde von Charix auf beiden Seiten von Waldhöhen, im Osten vom Bois de Puthod (986 m) und im Westen vom Kamm des Mont Burdet, auf dem mit 1043 m die höchste Erhebung von Charix erreicht wird.
Zu Charix gehören neben dem eigentlichen Ort auch verschiedene Weiler und Hofgruppen, nämlich:
- Moulin de Charix (595 m) in der Cluse de Nantua nordöstlich des Lac de Sylans
- Les Combes (765 m) am Südosthang des Mont Burdet
- Charix-le-Haut (800 m) in der Mulde von Charix

Nachbargemeinden von Charix sind Oyonnax im Norden, Échallon, Plagne und Saint-Germain-de-Joux im Osten, Le Poizat-Lalleyriat und Les Neyrolles im Süden sowie Nantua und Apremont im Westen.

## Geschichte
Erstmals erwähnt wird Charix im 12. Jahrhundert als Grundbesitz des Klosters Nantua. Im 13. Jahrhundert ging das Dorf an die Herrschaft der Thoire-Villars über und kam mit dieser 1402 unter die Oberhoheit der Grafen von Savoyen. Mit dem Vertrag von Lyon gelangte Charix im Jahre 1601 an Frankreich.

## Bevölkerung
| Jahr                       | 1962 | 1968 | 1975 | 1982 | 1990 | 1999 | 2011 | 2020 |
| -------------------------- | ---- | ---- | ---- | ---- | ---- | ---- | ---- | ---- |
| Einwohner                  | 253  | 230  | 205  | 254  | 261  | 265  | 289  | 279  |
| Quellen: Cassini und INSEE |      |      |      |      |      |      |      |      |

Mit 280 Einwohnern (Stand 1. Januar 2022) gehört Charix zu den kleinen Gemeinden des Départements Ain. Nachdem die Einwohnerzahl in der ersten Hälfte des 20. Jahrhunderts markant abgenommen hatte (1891 wurden noch 469 Personen gezählt), wurde seit Mitte der 1970er Jahre wieder eine leichte Bevölkerungszunahme verzeichnet. Die Ortsbewohner von Charix heißen auf Französisch Charian(e)s.

## Sehenswürdigkeiten
Die Dorfkirche Saint-Amant von Charix wurde im 19. Jahrhundert an der Stelle eines mittelalterlichen Vorgängerbaus neu errichtet. Zu den Natursehenswürdigkeiten zählen der Lac Genin und seine Umgebung. Die Grotte de la Serra ist die längste vermessene Höhle des Département Ain. In der Cluse de Nantua befindet sich die Autobahn A40 mit dem Viaduc de Charix, welches das Charix-Tal in einem Bogen in mehr als 60 m Höhe überspannt, und dem Viaduc de Sylans, einem 1,2 Kilometer langen Lehnenviadukt entlang dem Hang nördlich vom Lac de Sylans.

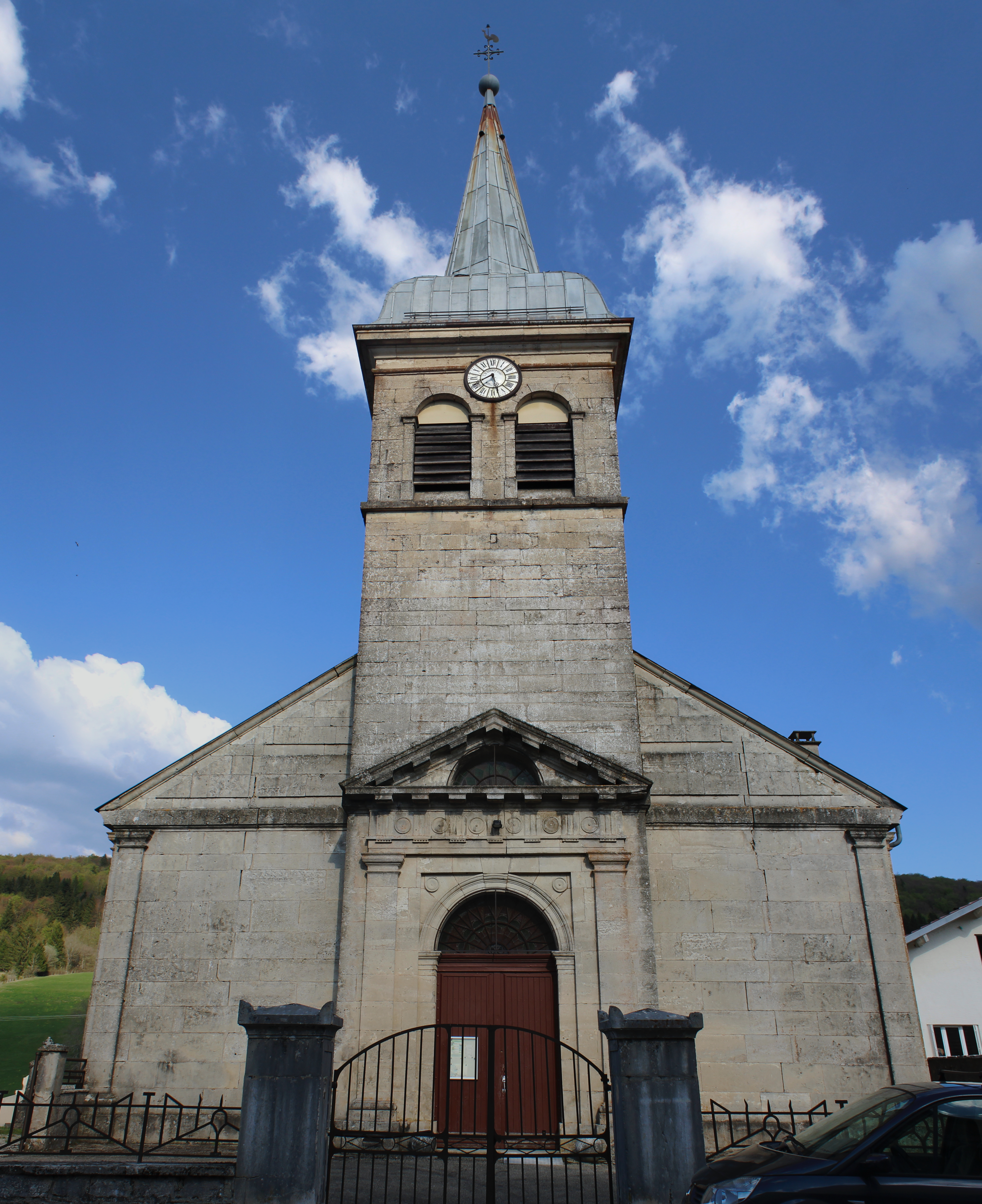
Kirche Saint-Amant
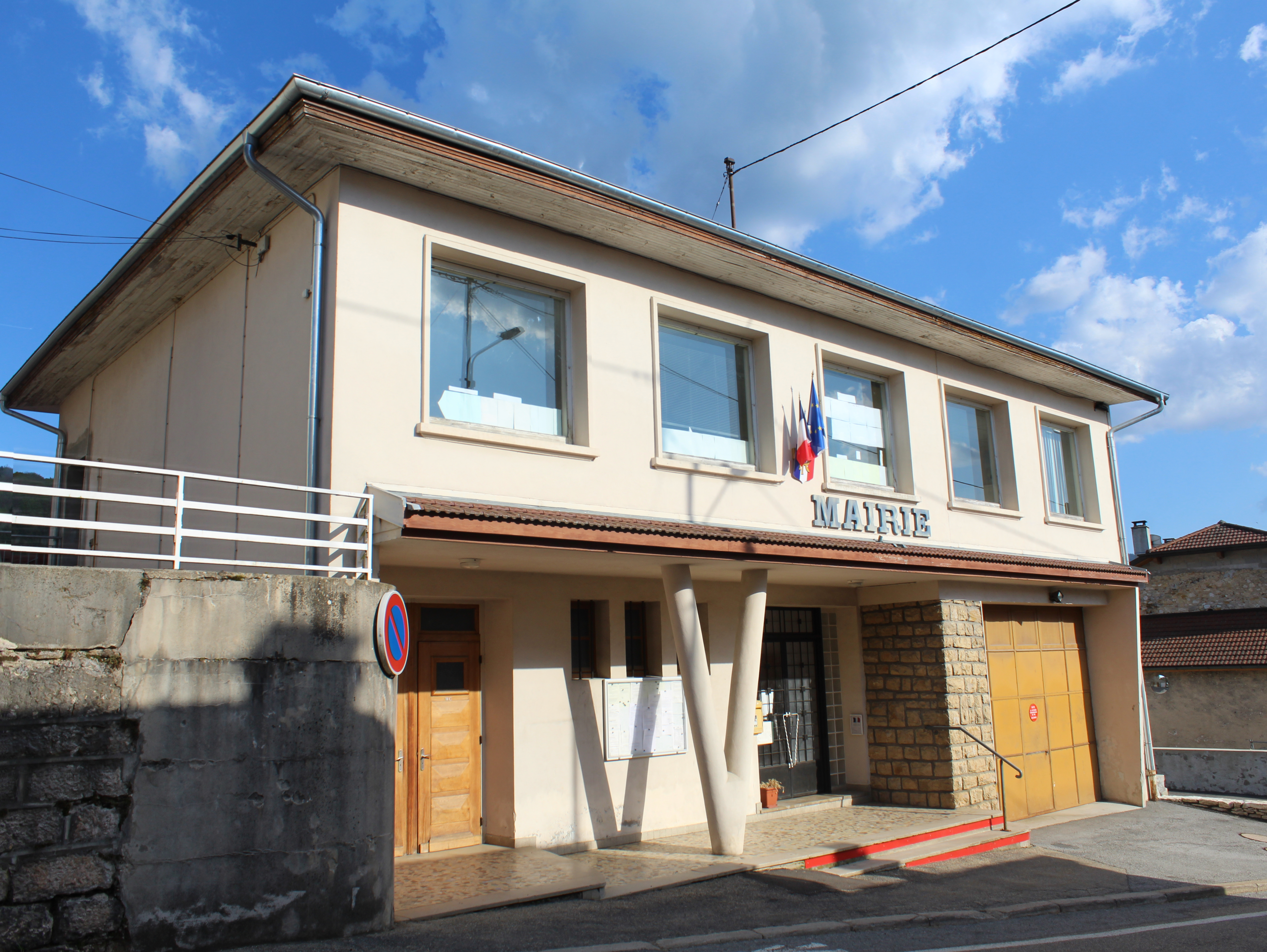
Rathaus (mairie)
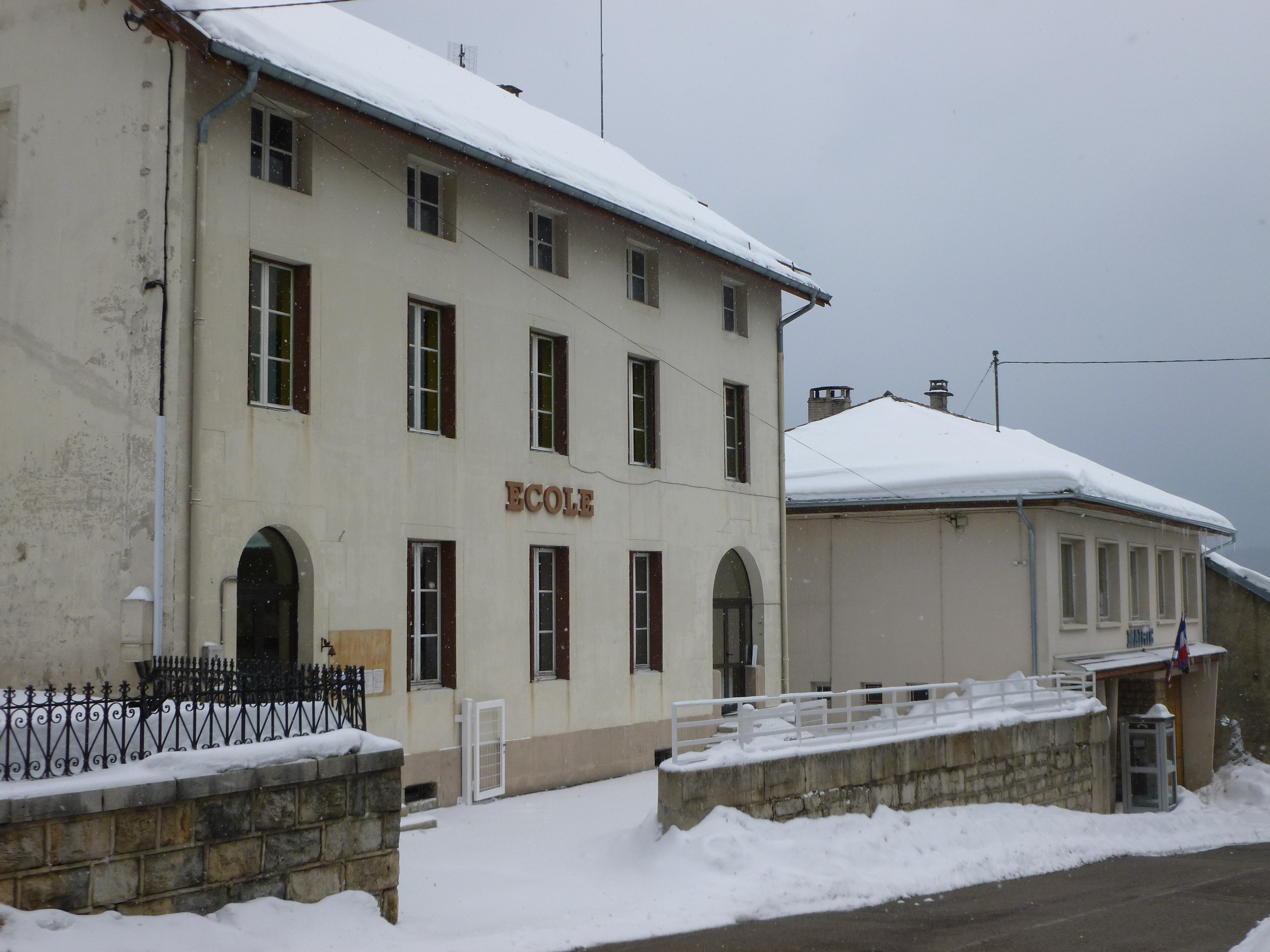
Grundschule von Charix
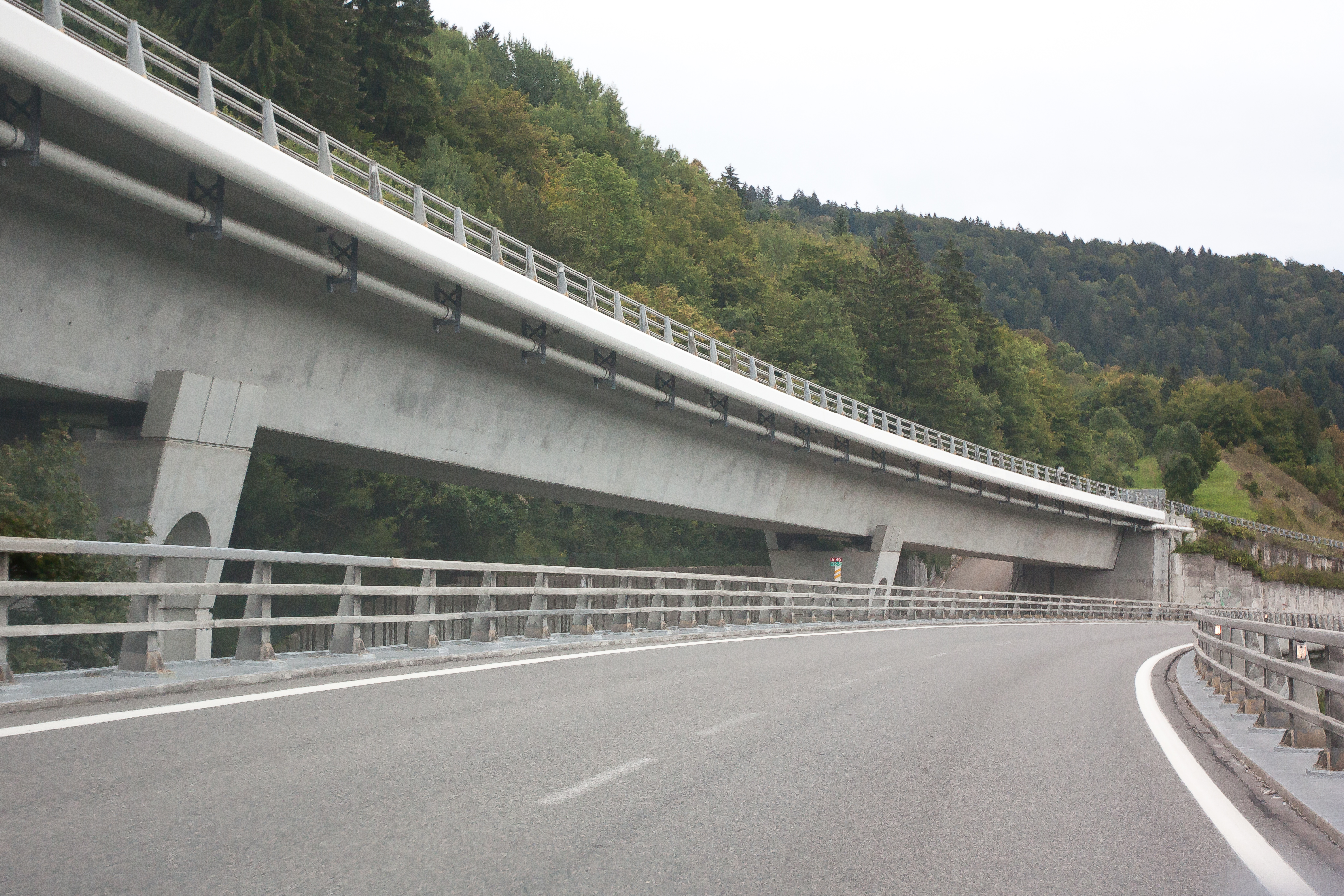
Viaduc de Charix
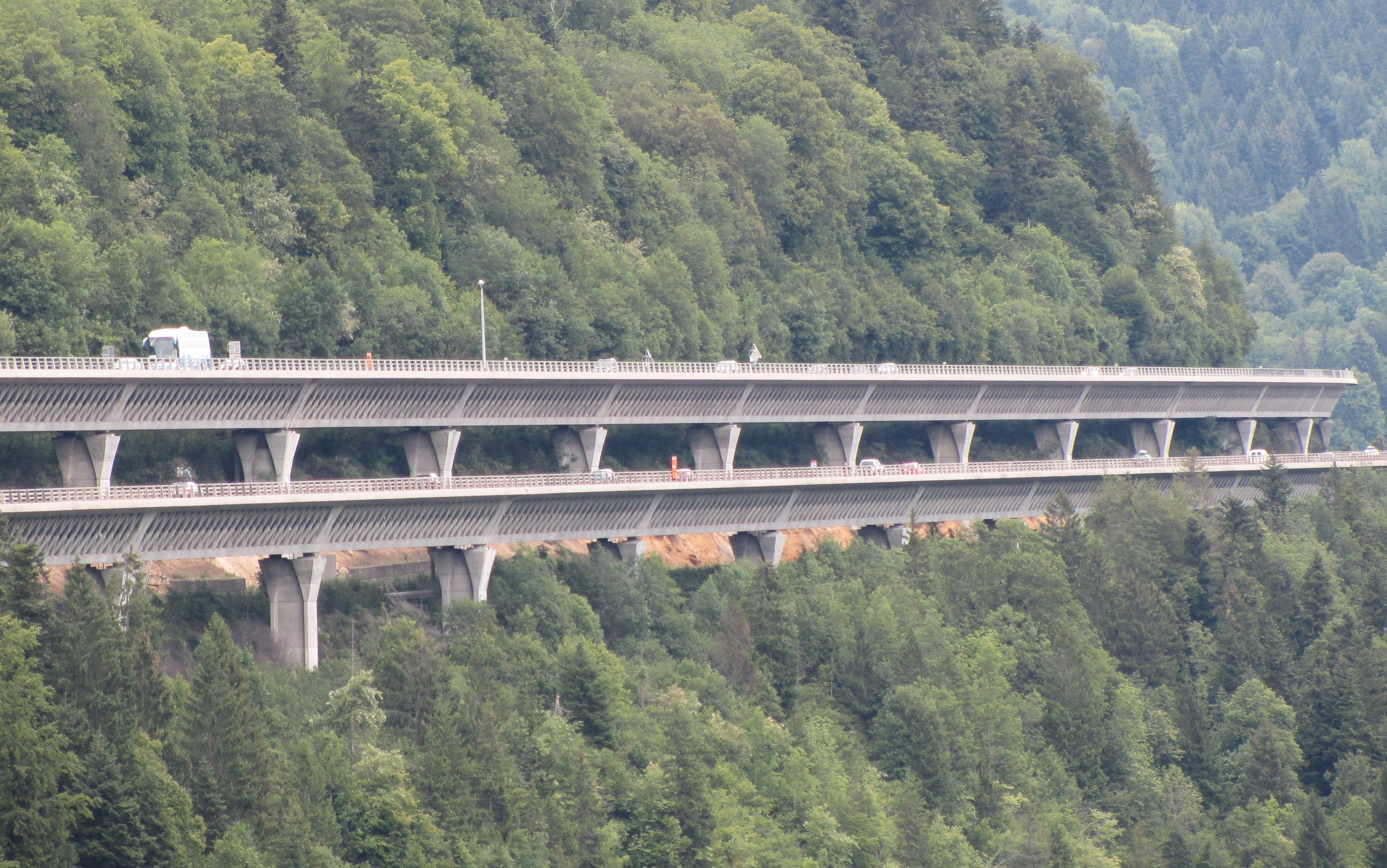
Viaduc de Sylans
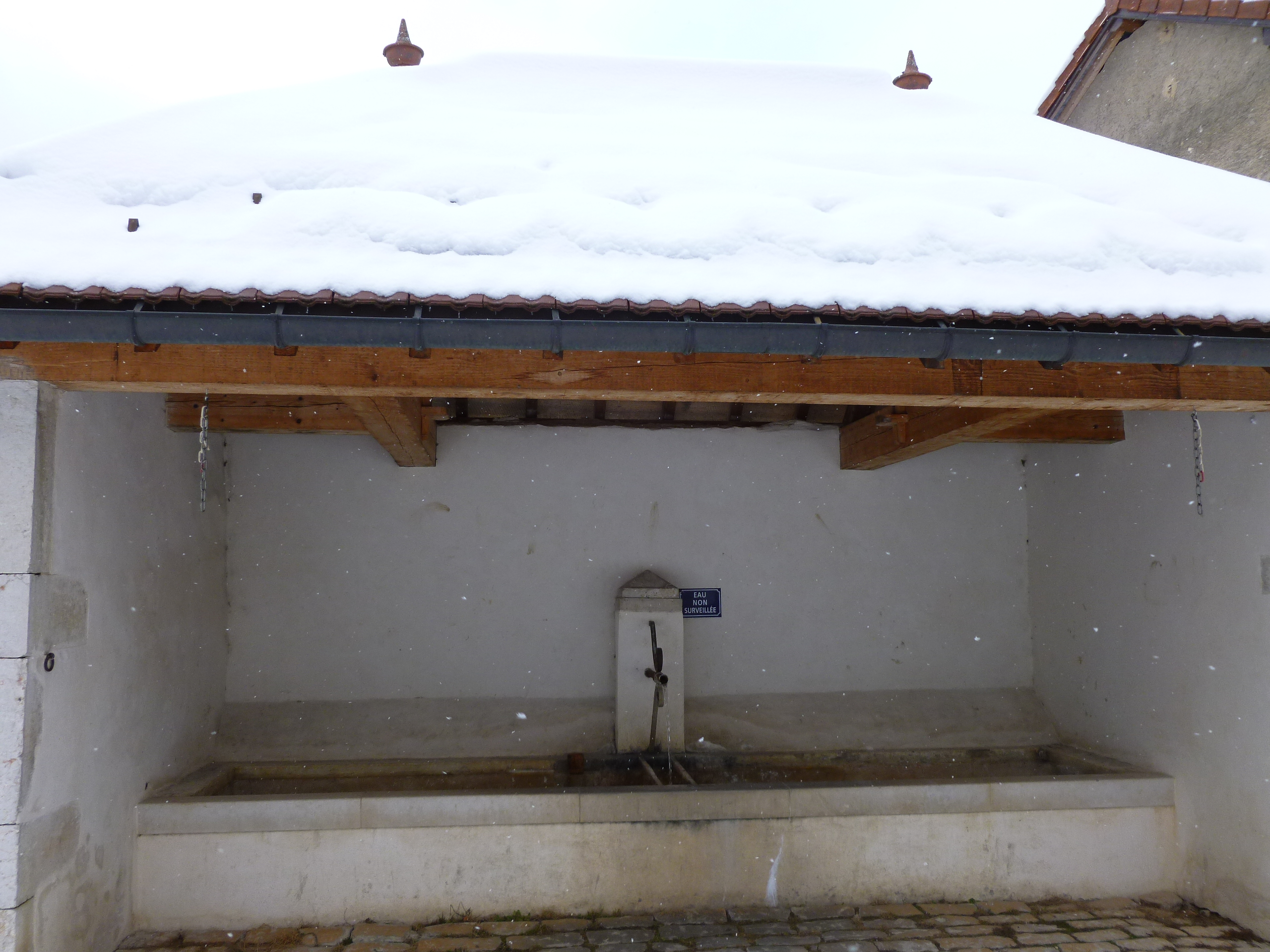
Ehemaliges öffentliches Waschhaus
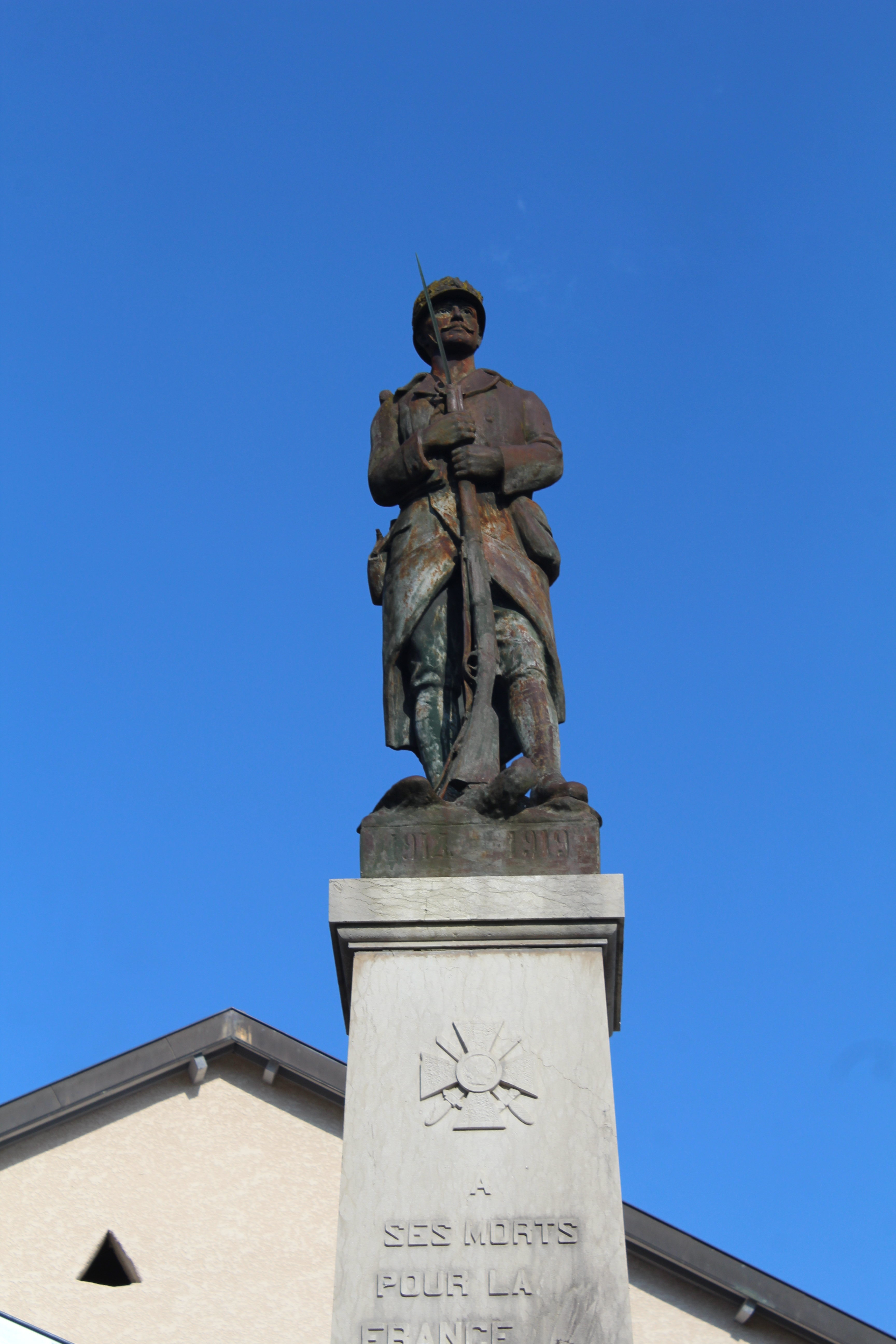
Gefallenendenkmal

## Wirtschaft und Infrastruktur
Charix war bis weit ins 20. Jahrhundert hinein ein vorwiegend durch die Landwirtschaft, insbesondere Viehzucht und Milchwirtschaft, sowie durch die Forstwirtschaft geprägtes Dorf. Daneben gibt es heute einige Betriebe des lokalen Kleingewerbes. In einem Steinbruch wird Korallenkalk abgebaut. Viele Erwerbstätige sind Wegpendler, die in den größeren Ortschaften der Umgebung ihrer Arbeit nachgehen.
Die Ortschaft liegt abseits der größeren Durchgangsstraßen. Die Hauptzufahrt erfolgt von Moulin-de-Charix an der Departementsstraße D1084, die von Bellegarde-sur-Valserine nach Nantua führt. Weitere Straßenverbindungen bestehen mit Apremont, Oyonnax und Échallon. Der nächste Anschluss an die Autobahn A40, welche das Gemeindegebiet durchquert, befindet sich in einer Entfernung von rund sechs Kilometern.
In Charix gibt es eine staatliche Grundschule (école élémentaire).